# ホンダ・QA50
QA50（キューエーごじゅう）は、かつて本田技研工業が製造したオートバイである。

## 車両解説
1970年 - 1975年に製造された北米地区向け輸出専用車。1960年代に本田技研工業が経営していた「多摩テック」の遊具として製造されたZ100のモデルチェンジ車であるCZ100をベースにする排気量49㏄のデュアルパーパスモデルである。
モンキー最初期モデルのZ50M型とフレームならびに基本設計や前後5インチのホイールなどコンポーネンツを共用する姉妹車の関係にあるが、リヤサスペンションはリジットであるもののフロントサスペンションはZ50A型と共通の倒立式テレスコピック型であること。さらには搭載されるエンジンが内径x行程=42.0x35.6(mm)・圧縮比8.5・最高出力1.8ps/6,000rpmのスペックも持つPC50型リトルホンダ用空冷4ストロークOHV単気筒エンジンで、マニュアルトランスミッションもクラッチこそ自動遠心式であるが変速段数は常時噛合式2段などの差異がある。
ヘッドライト・ウインカーなどの保安部品を一切装着しないレジャー向けモデルで、折り畳みハンドルなど自動車などへの搭載を前提にした構造を採用し、乾燥重量は最初期モデルが38kgと非常に軽量である。

### 製造年別詳細
本モデルはモデルイヤーにより以下の差異がある。
QA50 K0
- 1970年 - 1972年モデル
- 車体番号：QA50-1000001 -
- 車体色：イエロー・グリーン・レッド
- ハンドル：折り畳み式

QA50 K1
- 1973年モデル
- 車体番号：QA50-2000001 -
- 車体色：ブルーメタリック・レッド
- ハンドル：固定式

QA50 K2
- 1974年モデル
- 車体番号：QA50-3000001 -
- 車体色：オレンジ
- ハンドル：固定式

QA50 K3
- 1975年モデル
- 車体番号：QA50-4000001 -
- 車体色：オレンジ
- ハンドル：固定式